# Circondario di Bla
Il circondario di Bla è un circondario del Mali facente parte della regione di Ségou. Il capoluogo è Bla.

## Geografia antropica

### Suddivisioni amministrative
Il circondario di Bla è suddiviso in 17 comuni:
- Beguené
- Bla
- Diaramana
- Diena
- Dougouolo
- Falo
- Fani
- Kazangasso
- Kemeni
- Korodougou
- Koulandougou
- Niala
- Samabogo
- Somasso
- Tiemena
- Touna
- Yangasso